# West Branch East River
West Branch East River – ramię rzeczne (branch) w kanadyjskiej prowincji Nowa Szkocja, w hrabstwie Pictou, płynące w kierunku północnym i uchodzące do East River of Pictou; nazwa urzędowo zatwierdzona 6 sierpnia 1953. Dopływami West Branch East River są: Drug Brook, Maple Brook, Big Brook, Cameron Brook, Tannery Brook.